# Store Austanbotntind
Store Austanbotntind of Store Austabottind, is een berg behorende bij de gemeente Luster en Årdal niet ver van Turtagrø in de provincie Sogn og Fjordane in Noorwegen. Het is de hoogste top van het westelijke gedeelte van het gebergte Hurrungane.